# Instytut Socjologii Uniwersytetu Wrocławskiego
Instytut Socjologii Uniwersytetu Wrocławskiego – jednostka dydaktyczno-naukowa należąca do struktur Wydziału Nauk Społecznych UWr. 

## Kierunki kształcenia
Instytut kształci studentów na kierunku socjologia w zakresie następujących specjalności i specjalizacji:
- socjologia ogólna
- komunikacja społeczna i badanie rynku
- społeczności lokalne
- służby socjalne / praca socjalna i służby społeczne.

## Struktura organizacyjna
- Zakład Socjologii Edukacji
- Zakład Socjologii Miasta i Wsi
- Zakład Socjologii Nauki, Wiedzy i Kultury
- Zakład Socjologii Ogólnej
- Zakład Socjologii Pogranicza
- Zakład Socjologii Stosunków Politycznych
- Zakład Zachowań Konsumenckich

## Władze
- Dyrektor: prof. dr hab. Zbigniew Kurcz
- Z-ca Dyrektora ds. studiów stacjonarnych: dr hab. Julita Makaro
- Z-ca Dyrektora ds. studiów niestacjonarnych: dr Elżbieta Baczyńska
- Z-ca Dyrektora ds. ogólnych: dr Joanna Wardzała-Kordyś